# むつ市立近川中学校
むつ市立近川中学校（むつしりつちかがわちゅうがっこう）は、青森県むつ市大字奥内字江豚沢にある公立（市立）の中学校。むつ市立奥内小学校と施設分離型(4・3・2制)小中一貫教育を行っている。

## 沿革
- 1947年（昭和22年）
  - 4月1日 - 田名部町立奥内中学校として創立。当時は、田名部町立奥内小学校校舎に併設。
  - 4月21日 - 開校式挙行。
- 1949年（昭和24年）12月5日 - 田名部町大字奥内字江豚沢1番2号（現在地）に新校舎落成。
- 1950年（昭和25年）2月1日 - 田名部町立田名部第三中学校と改称。
- 1954年（昭和29年）12月5日 - 校旗樹立、校歌制定。
- 1956年（昭和31年）9月29日 - 屋内体操場落成。
- 1959年（昭和34年）9月1日 - 田名部町と大湊町が合併した大湊田名部市立発足により、大湊田名部市立田名部第三中学校と改称。
- 1960年（昭和35年）8月1日 - 市名変更により、むつ市立田名部第三中学校と改称。
- 1965年（昭和40年）6月30日 - 新校舎竣工。
- 1966年（昭和41年）
  - 4月1日 - むつ市立近川中学校と改称。
  - 10月10日 - 新校旗樹立。
- 1994年（平成6年） - 新校舎完成[2]。
- 1996年（平成8年） - 新体育館完成[2]。
- 1997年（平成9年）5月18日 - 校舎改築落成式挙行[3]。
- 1999年（平成11年）4月1日 - 大室平中学校を統合。
- 2010年（平成22年） - 全国海岸協会表彰、国土交通省東北整備局表彰（三校の海岸清掃に対して）。
- 2013年（平成25年） 12月 - 体育館屋根改修工事終了。
- 2014年（平成26年） 6月 - 体育館玄関ホール床改修工事終了。
- 2027年（令和9年）3月末 - 閉校（予定）[4]。

## 生徒数
2020年（令和2年）現在
| 学年 | 1年 | 2年 | 3年 | 特別支援   | 合計 |
| ---- | --- | --- | --- | ---------- | ---- |
| 学級 | 1   | 1   | 1   | 2          | 5    |
| 生徒 | 5   | 11  | 3   | （2） 内数 | 19   |

## 学区
- 一里小屋、大室平、金谷沢、神山、今泉、二又、石蕨平、奥内、浜奥内、近川、中野沢、中野沢開拓[5]

## アクセス
- 下北交通「北近川」バス停から、徒歩約555m・約9分。
- JR大湊線近川駅から、徒歩約920m・約14分。